# بن نواطش (ثمريت)
بن نواطش منطقة سكنية تقع في ولاية ثمريت، التابعة لمحافظة ظفار في سلطنة عمان. يقدر عدد سكانها بـ 8 نسمة حسب إحصاء عام 2010 التابع للمركز الوطني للإحصاء والمعلومات الحكومي. رمز المنطقة هو 20540610.

## الوصلات الخارجية
- المركز الوطني للإحصاء والمعلومات، سلطنة عمان